# Adenomera thomei
Adenomera thomei es una especie de anfibio anuro de la familia Leptodactylidae.

## Distribución geográfica
Esta especie es endémica de Brasil. Habita en el sur del estado de Espírito Santo en Minas Gerais y en el sur del estado de Bahía.

## Publicación original
- Almeida & Angulo, 2006 : A new species of Leptodactylus (Anura: Leptodactylidae) from the state of Espírito Santo, Brazil, with remarks on the systematics of associated populations. Zootaxa, n.º 1334, p. 1–25.[6]